# Wang Rong (piosenkarka)
Wang Rong (chiń. 王蓉), właśc. Wang Faye (chiń. 王菲; pinyin Wáng Fēi), również znana jako Rollin Wang (ur. 24 grudnia 1978 w Shanxi) – chińska wokalistka popowa, modelka.

## Dyskografia
Albumy
- 2006: Fu Rong Jie Fu
- 2005: Duo Ai
- 2004: Wo Bu Shi Huang Rong
- 2003: Fei Xiang Fei Fei Xiang

Single
- 2016: Mr. High Heels
- 2015: Shark Shark
- 2015: Dou Dou Ao
- 2014: Chick Chick
- 2014: Rock Bad Sister
- 2014: Bad Sister (Dance Version)
- 2014: Bad Sister
- 2013: Hao Le Day
- 2012: Huo Le Huo Le Huo
- 2005: Im so sorry